# زارة

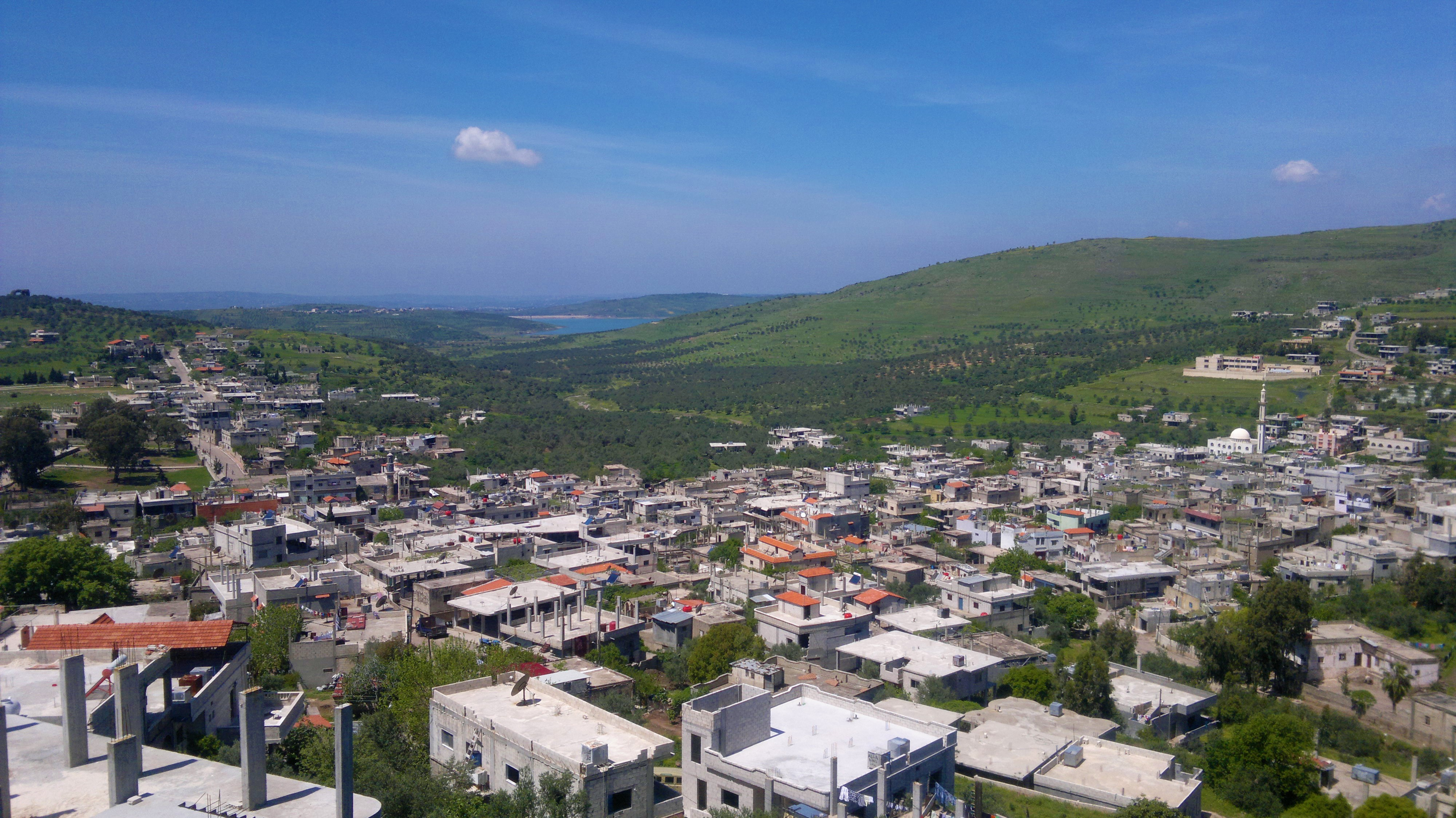
منظر عام لبلدة الزارة

زارة قرية في ناحية مركز قرى تلكلخ التابعة لمنطقة تلكلخ في محافظة حمص في سورية.
تقع على بعد 50 كم إلى الغرب من مدينة حمص وتبعد فقط 8 كم عن قلعة الحصن الأثرية و5 كم شمال مدينة تلكلخ، في منطقة متنوعة طائفياً، وهي ذات طبيعة جبلية خلابة حيث حيث الجبال والمناطق الخضراء والطبيعة الرائعة تكثر فيها زراعة الزيتون والكرمة بالإضافة إلى زراعة الفراولة والقمح.

## تاريخياً
تمتلك القرية آثاراً تعود إلى الحقبة الرومانية ولعل أشهرها هو برج الزارة المقام على أنقاض معبد روماني. وفي فترة الحروب الصليبية كانت تابعة لكونتية طرابلس الصليبية. ذكرها إدوارد روبنسون وإيلي سميث في رحلاتهما بسوريا والأراضي المقدسة سنة 1838.

### برج الزارة الأثري
يقوم البرج على مساحة 121 متراً مربعاً ويعلو لـ11 متراً، وقد تعرض للضرر مع الزمن إذ لم يبقَ سوى حائطه الشمالي قائماً، وأصيب برشقات نارية إثر مجاورته للعمليات العسكرية في المنطقة، وهو مقام على أنقاض معبد روماني وأعيد بناؤه في بدايات القرن الثاني عشر كبرج دفاعي متقدم من قبل الصليبيين الذين وظفوّه مع سلسلة أبراج دفاعية معزولة في فتحة حمص، متصلة مع القلاع الكبرى القريبة: قلعة الحصن وصافيتا والمرقب وطرطوس. البرج مبني بحجر البازلت الأسود باستثناء حواف أبوابه وأقواسه، المؤلفة من حجر الكلس الأبيض التي أعيد استخدامها على الأغلب من بقايا المعبد.

## السكان
يبلغ عدد السكان حوالي 7000 نسمة وهم من تركمان سوريا السنّة، حيث لا يزال معظم الأهالي يتكلمون اللغة التركمانية القديمة على الرغم من اندماجهم الكامل مع المحيط العربي الذي يعيشون فيه، ومن أشهر وأكبر العائلات آل محلي، عواد، الحسن، العوض، كنعان، حلاويك ودامرجي وحبك. وينحدر الجد الأكبر لعائلة الصوفي المنتشرة في حمص خصيصاً وسوريا عموماً، الشيخ محمد عبد الحي الصوفي إلى قرية الزارة حسب سجلات العائلة، وذلك قبل 500 عام تقريباً، ولا يزال بعض من آل الصوفي موجودون تحت كنية «حاميك» في القرية.
يعمل الأهالي في العمل الزراعي بجميع أشكاله من زراعة الخضراوات والفواكه وتربية المواشي، كذلك العمل في وظائف الدولة المختلفة من القطاعين العام والخاص، ويوجد عدد كبير من المتطوعين في الجيش والشرطة. اهتمام القرية بالتعليم زاد في السنوات الماضية، حيث يوجد عدد كبير من الأكاديميين وهناك بعض الحاصليين على شهادة الدكتوراه.

## الزارة الحديثة
الزارة الحديثة بلدة تتطور وتتخدم تدريجياً، يوجد في القرية عدة مدارس للتعليم الأساسي والثانوي، وتقوم البلدية بالاهتمام بالناحية الخدمية بشكل جيد في القرية والقرى المجاورة التابعة لها، يوجد مستوصف صحي يقدم الخدمات الصحية للأهالي بالإضافة إلى وجود عدد من الأطباء باختصاصات مختلفة، وهنالك فرن آلي حديث يوفر الخبز بشكل دائم.

## السياحة
تمتلك القرية مقومات سياحية متنوعة، حيث الطبيعة الخضراء الجميلة والجبال والمناخ المعتدل ووجود ينابيع وعين ماء وبرج أثري إضافة لتوفر وإمكانية الرحلات في الطبيعة الخلابة كل هذا يجعلها مقصداً سياحياً هاماً في المنطقة.

## فترة الحرب الأهلية السورية
شهدت القرية احتجاجات مناهضة للحكومة في بدايات الحرب الأهلية السورية، وكانت إحدى النقاط الساخنة القليلة في منطقة ذات احتكاك طائفي عالٍ، وتمترس بها العديد من المنشقين وحملة السلاح المعارضين للنظام السوري. وفي آذار عام 2014 نجحت القوات الموالية للحكومة السورية بالسيطرة على القرية. عانت القرية إثر المعارك من تدمير للبنية التحتية.